# Longwé
Longwé é uma comuna francesa na região administrativa de Grande Leste, no departamento das Ardenas. Estende-se por uma área de 10,78 km². Em 2010 a comuna tinha 74 habitantes (densidade: 6,9 hab./km²).